# Hitmixes
Hitmixes — второй мини-альбом американской певицы Леди Гаги, вышедший ограниченным тиражом 25 августа 2009 года в Канаде под лейблом Universal Music Canada. В альбоме представлены ремиксы на песни с дебютного альбома The Fame (2008). Hitmixes включает в себя ремиксы различных музыкантов, таких как: RedOne и Space Cowboy, которые и раньше сотрудничали с Леди Гагой. Мини-альбом основан под влиянием поп-музыки 1980-х годов и хаус-ремиксов. Hitmixes получил хорошие положительные отзывы от музыкальных критиков, в частности от ежедневной газеты Calgary Herald и интернет-журнала Blare Magazine. Альбом занял восьмое место в канадском альбомном чарте.

## Происхождение
19 августа 2008 года Леди Гага выпустила свой дебютный альбом The Fame, который включал в себя пять синглов: «Just Dance», «Poker Face», «Eh, Eh (Nothing Else I Can Say)», «LoveGame» и «Paparazzi». Песня «Eh, Eh» не была издана на территории Северной Америки, поэтому не вошла в список композиций Hitmixes. Все остальные четыре сингла вошли в тройку лучших песен, согласно чарту Canadian Hot 100. На песню «The Fame» был создан ремикс, который тоже вошёл в EP. Основной продюсер Леди Гаги — RedOne создал ремиксы для нескольких песен, включая «Just Dance»; остальные продюсеры — Robots to Mars, Chew Fu, Space Cowboy, Moto Blanco и Guéna LG. Мини-альбом Hitmixes был выпущен только в Канаде на физическом носителе, релиз состоялся 25 августа 2009 года под лейблом Universal Music Canada. Ремикс творческого дуэта Moto Blanco «Paparazzi (Moto Blanco Edit)», а также «The Fame (Glam as You Remix)» основаны под влиянием поп-музыки 1980-х годов, в то время как «LoveGame (Chew Fu Ghettohouse Fix)» и «Poker Face (Space Cowboy Remix)» относятся к жанру хаус, включая в себя смесь музыкального жанра Транс и звуков синтезатора. Рок-певец Мэрилин Мэнсон и рэпер Kardinal Offishall приняли участие в записи дополнительного вокала для EP в качестве приглашённых артистов.

## Отзывы критиков
Альбом Hitmixes получил мало рецензий из-за выпуска только на территории Канады, однако, в обзоре ежедневной газеты Calgary Herald было написано, что несколько песен были «искусно и роскошно до неприличия отремиксованны». Дэн Ранкин из журнала Blare Magazine дал мини-альбому три с половиной звезды из пяти возможных, сказав, что ремиксы показывают «различную степень успеха». Ранкин особенно похвалил вокал Kardinal Offishall в песне «Just Dance» и назвал ремикс «LoveGame» Chew Fu Ghettohouse Fix — лучшим треком в альбоме. 12 сентября 2009 года Hitmixes дебютировал на восьмой позиции в чарте Canadian Albums Chart. На следующей неделе альбом сместился на 16 место; на последней третьей неделе он занимал 23 строчку чарта.

## Список композиций
| №                   | Название                                                           | Автор(ы)                      | Ремикшер(ы)         | Длительность |
| ------------------- | ------------------------------------------------------------------ | ----------------------------- | ------------------- | ------------ |
| 1.                  | «LoveGame (Chew Fu Ghettohouse Fix)» (при участии Мэрилин Мэнсона) | Леди Гага, RedOne             | Chew Fu             | 5:20         |
| 2.                  | «Poker Face (Space Cowboy Remix)»                                  | Леди Гага, RedOne             | Space Cowboy        | 4:53         |
| 3.                  | «Just Dance (RedOne Remix)» (при участии Kardinal Offishall)       | Леди Гага, RedOne, Аляун Тиам | RedOne              | 4:18         |
| 4.                  | «Paparazzi (Moto Blanco Edit)»                                     | Леди Гага, Роб Фузари         | Moto Blanco         | 4:06         |
| 5.                  | «The Fame (Glam as You Remix)»                                     | Леди Гага, Мартин Кирзенбаум  | Guéna LG            | 3:57         |
| 6.                  | «Just Dance (Robots to Mars Remix)»                                | Леди Гага, RedOne, Тиам       | Robots to Mars      | 4:37         |
| 7.                  | «LoveGame (Robots to Mars Remix)»                                  | Леди Гага, RedOne             | Robots to Mars      | 3:12         |
| Общая длительность: | Общая длительность:                                                | Общая длительность:           | Общая длительность: | 30:23        |

Примечание
- Список композиций взят из буклета альбома.[6]

## Над альбомом работали
Информация о творческой группе Hitmixes взята с сайта Allmusic:
| - Авторы песен – Леди Гага, Эйкон, RedOne, Роб Фузари - Клавишные – Джон Коэн - Программирование, производство, ремикшер – Д. Харрисон, А. Смит, Moto Blanco - Исполнительный продюсер, A&R-менеджер – Винсент Херберт | - Программирование, производство, A&R-менеджер – Мартин Кирзенбаум - Сведе́ние – Роберт Ортон - Арт-директор – Саймон Пол - Звукорежиссёр – Тони Угвал |